# Kozara
 Ovo je glavno značenje pojma Kozara. Za druga značenja pogledajte Kozara (razdvojba).
Kozara je planina u sjeverozapadnom dijelu Bosne i Hercegovine. Najviši vrh je Lisina (978 m).
Kozara je planina dinamičnog reljefa čiji vrhovi ne prelaze 1000 metara nadmorske visine. Umjereno-kontinentalna klima, velik broj sunčanih dana i pitomi planinski vrhovi – vidikovci s kojih se vide Bosanska Gradiška, Prijedor, Bosanska Dubica i okolica – daju posebnu vrijednost ovoj planini. Tu se nalaze izvori većih potoka i rijeka, tj. Mlječanice, Moštanice itd.
Planina je najpoznatija po stradanju civila u Drugom svjetskom ratu, kada su snage Njemačkog Wehrmachta opkolile partizane na Kozari s namjerom da ih unište. U napadu na Kozaru sudjelovalo je 15.000 njemačkih vojnika, 22.000 ustaša i domobrana te 2000 četnika. Velik broj civila je odveden u Koncentracijski logor Jasenovac, a dio je ubijen na mjestu.

## Biljni i životinjski svijet
Biljni sustav pašnjaka u plodnom Potkozarju, na koje se naslanja kat listopadnih šuma, poglavito graba, bukve i hrasta, iznad su crnogorične šume smreke, jele i a, iz kojih izviruju kameni klifovi kozaračkih vrhova: Lisine, Kozaračkog kamena, Zečjeg kamena, itd. Horizontalni raspored šuma: na sjeveru su poglavito visoke jelove i bukove šume, a u južnom dijelu su površine obrasle niskim šumama hrasta i kulturama četinara (crni bor, bijeli bor i smreka.
Kada bi se kod Laktaša u blizini Banje Luke ušlo u kozaračke šume, sedamdeset kilometara bi se moglo neprekidno prolaziti kroz šume, sve do granice s Hrvatskom. Pored velikog broja otrovnih gljiva ima i ogroman broj jestivih gljiva: vrganji, lisičice, smrčci, rudnjače, puhare, pupavke, itd.
Bogata je raznom lovnom divljači: srnama, divljim svinjama, divljim mačkama, lisicama, zečevima, fazanima, divljim patkama, jarebicama. U vrijeme velikih poplava rijeke Save, bježeći od povodnja u Kozari nađu utočište i jeleni. Ovom bogatstvu divljači doprinosi i činjenica da je gotovo svih 70 km duljine i 20 km širine planine prekriveno šumama.

## Vrhovi Kozare
- Lisina (978 m), najviši vrh Kozare
- Gola planina (876 m)
- Mrakovica (806 m)
- Glavuša (793 m)
- Bešića poljana (784 m)
- Talavića poljana (780 m)
- Jarčevica (740 m)
- Vrnovačka glava (719 m)
- Benkovac-jurišina kosa (705 m)
- Zečiji kamen (667 m)
- Šupljikovac (652 m)
- Kozarački kamen (659 m)
- Vitlovska kosa (589 m)
- Palež (542 m)
- Mednjak (440 m)

## Galerija
- Kozarački kamen (659 m)